# Ânderson Polga
Ânderson Corrêa Polga (* 9. Februar 1979 in Santiago) ist ein ehemaliger brasilianischer Fußballspieler, der 2002 mit der brasilianischen Nationalmannschaft Fußball-Weltmeister wurde.

## Karriere

### Verein
Polga begann seine fußballerische Profi-Karriere 1999 als Verteidiger bei Grêmio Porto Alegre. Im Jahr 2003 wechselte er nach Portugal zu Sporting Lissabon, wo er zu einem der wichtigsten Spieler des Vereins wurde.
Im UEFA Champions League Achtelfinalrückspiel am 10. März 2009 gegen den FC Bayern München (Endstand 1:7) rückte Ânderson Polga besonders in den Fokus der deutschen Medien, da er in der 37. Spielminute ein Eigentor erzielte.
Nach neun Saisons in Diensten von Sporting wechselte er Ende Juli 2012 ablösefrei zurück nach Brasilien zum EC São José. Hier nahm er aber nur ein paar Monate am Training teil und wechselte Anfang September zu seinen geplanten Verein, zu Corinthians São Paulo. Mit Corinthians gewann er die FIFA-Klub-Weltmeisterschaft 2012.

### Nationalmannschaft
Ânderson Polga absolvierte in den Jahren 2002 und 2003 elf Spiele für die brasilianische Nationalmannschaft und erzielte dabei für einen Verteidiger beachtliche drei Tore. Bei der WM 2002 kam er im zweiten und dritten Vorrundenspiel über die volle Länge zum Einsatz, nachdem die Abwehrleistung der Brasilianer beim Auftaktspiel gegen die Türkei kritisiert wurde. Ohne einen weiteren Einsatz Polgas in der Finalrunde gewann Brasilien anschließend den Weltmeistertitel.

## Erfolge
Nationalmannschaft
- Fußball-Weltmeisterschaft 2002: Weltmeister

Vereinen
- FIFA-Klub-Weltmeisterschaft 2012 (ohne Einsatz)
- Staatsmeisterschaft von Rio Grande do Sul: 1999, 2001
- Copa do Brasil: 2001
- Taça de Portugal: 2006/07, 2007/08
- Supertaça Cândido de Oliveira: 2007, 2008